# Mayhem
Mayhem (často nazývaní The True Mayhem) je norská blackmetalová hudební skupina založená v roce 1984 v Oslu-Langhus. Skupina se nejdříve jmenovala Musta, poté přebrala jméno z písničky od Venom, Mayhem with Mercy. Proslavili se hlavně díky velmi kontroverzní minulosti, a to zejména v případech vražd, sebevražd, vypalování kostelů a jiných forem násilí, které je obklopily v prvopočátcích jejich tvorby. Kontroverznost byla často zastíněna hudbou, zvláště zásluhou tvorby posledních let, a dále z části recenzemi na internetu a v časopisech.
Mayhem se časem vyvíjela v mnohých stylech black metalu, leckdy v oblastech dark avantgarde industrial a elektronica. Kapela je považovaná i za jednoho ze zakladatelů black metalu.

## Historie

### Počátky tvorby (1983–1990)
Skupinu založil roku 1983 kytarista a vokalista Euronymous (Øystein Aarseth – tehdejšího 'Destructor'), baskytarista Necrobutcher (Jørn Stubberud) a bubeník Manheim (Kjetil Manheim). Euronymous se výhradně soustředil na hru na kytaru poté, co jej ve zpěvu v roce 1985 nahradil Messiah (Eirik Nordheim). Roku 1986 je Messiah nahrazen Maniacem (Sven Erik Kristiansen). Skupina v tuto dobu nahrává svou třetí nahrávku, dále následují dvě dema, Deathcrush a Euronymous nově formuje vydavatelství 'Posercorpse Music'.
V této době se vyvíjejí písničky z počátečního death / speed metalu k hudbě více temné a jedinečné. Skrz udržující se obvyklý styl death metalu, posedlým krví a násilím, se více zamýšlejí nad objevujícím se okultismem a satanismem (také hlavně díky Euronymově názorové protichůdnosti Crowleye a LaVeye s označení satanismu, se zalíbením v pohledu na Křesťanství).
První vydání Deathcrush v počtu 1000 kopií bylo hned vyprodáno. Pozdější vydání roku 1983 bylo odloženo od vydavatelství Posercorpse Music, které se přejmenovalo na Deathlike Silence Productions v riskantním spojení s Øystein's Oslo specialisty z nahrávacího studia Helvete. Øystein plánoval nové východisko se slovy, že všechno bude zahrnovat „…jako černý kostel v budoucnosti. My měli myšlenky na úplně temnou podstatu, tak jako lidé chtěli nést pochodně, aby mohly poznat nahrávky.“
V létě roku 1988 opouštějí skupinu Manheim a Maniac. Manheim znuděný ze 'života', se snaží dostat 'skutečnou' práci, Maniac po neúspěšné sebevraždě byl uvězněn v instituci pro duševně choré. Po dvou krátkých nahrazení se sestava doplňuje o zpěváka ze Švédska jménem Dead (Per Yngve Ohlin, předtím ze skupiny Morbid) a bubeníka Hellhammer (Jan Axel Blomberg). Dead, jak nasvědčuje jeho jméno, byl melancholik a zároveň člověk fascinován smrtí, rozkladem těla a temnotou. Dokonce nechává Euronymouse se navenek vyjadřovat o povaze jeho mentální stability. Navzdory jeho oblíbenosti vystupování na scéně, byl považován za trochu dětinského.
Vyjádření Bårda Eithuna: „Dead nebyl chlápkem, kterého jste mohli lehce pochopit. Myslím si, že ostatní kluci ze skupiny, jej nikdy pořádně nepoznali. Byl velmi hodně uzavřený do sebe. Setkal jsem se s ním dohromady snad jen šestkrát nebo osmkrát, a to dva týdny před jeho smrtí. Měl hodně podivných představ. Vzpomínám si jak mi Aarseth o něm povídal, že Dead nikdy nebyl vtipný. Nebo že byl, ale byl to humor velmi nesrozumitelný. Upřímně si myslím, že jej život na Zemi moc nebavil.“
Dead byl v průběhu času proslulý ve svém podivném chování. Jednou si na čtyři týdny pohřbil svoje oblečení pod zem, aby mohl později na sobě nosit rozkládající se hadry na jevišti. Také si udržoval hnijícího krkavce v igelitovém sáčku jako nejlepší „vůni smrti“ předtím, než vystoupil na jevišti. Tato morbidní fascinace a groteskní chování daly skupině další progrese v hudební atmosféře a to hlavně ve vývoji textů, které se zaměřovaly stále více k Satanismu, temnotě, depresi a odporu. Ústředním bodem vystupování bylo i nasazení prasečí hlavy na kůl a Deadovo řezání se nožem.
Sestava s Deadem a Euronymousem se stala velmi rychle notoricky známa. Po několika živých vystoupení v Norsku a Německu (kde bylo nahráno Live in Leipzig), Mayhem začíná pracovat na jejich prvním plném albu, které nazvali De Mysteriis Dom Sathanas (Lord Satan's Secret Rites), nebýt této doby a eventuálního uvedení dvou základních členů, byly by zapomenuti.

### Klasická sestava (1991–1993)
V dubnu roku 1991 ve věku 22 let je Dead mrtev, podlehl ranám z brokovnice do hlavy, které na sebe sám vystřelil a několika řezným ranám nožem v zápěstích, údajně měl použitý nůž koupit ještě ten den. Dead spáchal sebevraždu v domě, který společně sdílel s ostatními členy kapely v Kråkstad, než se zabil poznamenal následující "Promiňte za krev". Ostatní členové tvrdili, že rány byly velice rozsáhlé a že Dead také říkal "Nůž byl tupý k ukončení života, tak musím použít brokovnici". Euronymous byl první, kdo objevil tělo a pořídil několik snímků mrtvoly, jeden z těchto snímků byl později ukraden a použit na obalu bootlegu Dawn of the Black Hearts.
Dodatek od Occultuse, který krátce po Deadově sebevraždě přebírá místo zpěváka: „On 'Dead' sám sebe nikdy neviděl jako člověka; sám sobě říkal stvoření z jiného světa. Mnohdy se zmiňoval o svých viděních, ve kterých má v žilách zmrzlou krev a je mrtev. To byl také důvod, proč si dal takové jméno. Znal svůj chtíč zemřít…“.
Jeho urna měla být zaslána do Bergenu norskému muzikantovi Kristianu Vikernesovi (známý jako Varg Vikernes, Count Grishnackh; ex Old Funeral, jedinému členovi Black metalové skupiny Burzum, později usvědčenému z vraždy Euronyma). Euronymous byl mimořádně chladný a oportunistický k Deadově sebevraždě; v jednom rozhovoru zdánlivě tvrdil, že Deadova sebevražda měla velikou zásluhu na vzestupu death metalu, Americká scéna black metalu zaznamenala zvýšený ústup. Hellhammer tvrdí že Euronymous vzal kus Deadova mozku a udělal jej dušený na pepři se šunkou a mraženou zeleninou: „Vždycky říkal že chce zkusit lidské maso, tak právě teď měl nejsnadnější cestu.“ Nicméně Euronymous později připouští, že nejedl žádnou z částí Deadova těla, ačkoli to měl v úmyslu. Euronymous také tvrdí, že sesbíral kousíčky Deadovy lebky a vytvořil z nich náhrdelník, sesbírané kousky pociťoval jako velmi 'hodnotné' (z těchto pověstí o kouscích Deadovy lebky byli i v posedlosti členové švédských black metalových skupin Marduk & Abruptum) Hellhammer říká, že vytvoření náhrdelníku z kousků Deadovy lebky byl velmi dobrý nápad.
V roce 1993 bylo nahráno live album Live in Leipzig jako pocta pro Deada. Deadova sebevražda ovlivnila Necrobutchera tak moc, že se rozhoduje opustit skupinu. Tím se zmenšuje skupina na dva členy.
Později toho roku nahrává Mayhem pokračování aktuálního alba De Mysteriis Dom Sathanas. V Deadově a Necrobutcherově nepřítomnosti přebírá post zpěváka Attila Csihar a post baskytaristy Varg Vikernes.
Zásluhou nepříznivé mediální a policejní pozornosti, je Euronymous přinucen uzavřít nahrávací studio Helvete. Vikernesovi dluží 30,000 NOK za jeho investice (za prodej alba a související náklady s jeho prodejem), když Euronymous odmítá tuto sumu zaplatit, argumentuje tuto skutečnost několika důvody přes tisk.
Ráno 10. srpna 1993 Vikernes cestuje s 21letým Blackthorn (Snorre Westvold, ze skupiny Thorns). Sedm hodin jim trvá cesta mezi Bergenem a apartmánem Euronymouse v Oslu. Po cestě do Osla si pořizují alibi pomocí vypůjčené video kamery na jejich jména. Po příjezdu Vikernes nožem smrtelně pobodává Euronymouse, ačkoliv Vikernes tvrdí, že Euronymous měl v plánu jej zabít krátce po jeho příjezdu do apartmánu a že Euronymous na něj zaútočil nožem jako první. Pitva odhalila, že Euronymous utrpěl 23 zranění bodnutím nožem; dvě do hlavy, pět do krku a šestnáct do zad. Nicméně Vikernes tvrdí, že Euronymous spadl na kousky rozbitého skla ze zničené lampy a dále podotkl, že mnohačetné zranění pobodáním připisuje právě rozbitému sklu.
On doklopýtal a rozbil lampu o stěnu, pravděpodobně hlavou a rameny spadl do rozbitého skla, když byl ve spodním prádle. Poté jsem k němu běžel a čekal. Snorre byl stále pod schody, a já neměl žádnou představu jak mám na to všechno reagovat. Možná to bylo připravené a on byl na cestě. Možná chtěl tak na mne zaútočit? Nevím. Když Snorre přiběhl vypadal strašně vystrašeně a já jej nechal běžet přímo ke mě. Uvědomil jsem si, že byl z toho všeho vedle, tak jsem se jej zeptal jestli je OK (protože on zajisté nevypadal dobře). Euronymous byl zpět na nohách. Rezignovaně se na mne podíval a řekl: „To už stačilo“, ale když se mne znovu pokusil udeřit, skončil jsem to útokem nožem na jeho lebku, skrz jeho čelo a on okamžitě zemřel. Když umíral tak se mu oči otočily a bylo slyšet sténání vyprazdňujících se plící. Spadl do sedící polohy ale nůž byl vbodnut v jeho hlavě a já jsem jej za ten nůž držel ve vzpřímené poloze. Když jsem mu nůž vytáhl z hlavy, spadl dopředu a svalil se po schodech dolů jako pytel brambor. Udělal tolik hluku, že vzbudil všechny sousedy (to byl hluk metalového schodiště).
Ačkoli počáteční podezření poukazovalo směrem na Švédskou scénu, Vikernes zanechal na místě klíčové důkazy, včetně krví zbarvenou kopii nahrávací smlouvy (použitou jako záminku jeho návštěvy u Euronymouse). Během těchto dnů byl Vikernes zavřen na policii a obviněn z vraždy. Ve vězení dále pokračoval v nahrávání jeho jednočlenného projektu Burzum. S jediným pozůstalým členem skupiny Helhammerem, Mayhem přerušuje existenci.

### Pozdější roky (1994–současnost)
V roce 1994 bylo vydáno album De Mysteriis Dom Sathanas, které bylo věnováno Euronymovi. Toto vydání se opozdilo zásluhou Euronymovy rodiny, která nesouhlasila s přítomností basové částí nahrané Vikernesnem. S nesouhlasem bylo oznámeno, že nahrávky nebyly přehrány Hellhammerem a přitom se objevily bezúhony na albu. Od těchto okamžiků se historie skupiny velmi hodně zakládá na pravdě. K tomu přistoupili raději, než aby se stali bezvýznamnou uhlazenou legendou, mýtem nebo velkou historkou.
V roce 1995 se Hellhammer pokouší přetvořit stávající skupinu s pomocí nového kytaristy Blasphemer (Rune Erickson, ze skupiny Aura Noir) a dvou předešlých členů Maniaca and Necrobutchera. První nahrávka této sestavy byla pořízena v roce 1997 s názvem Wolf's Lair Abyss, po ní dále následovalo Evropské turné. Na jednom z těchto míst v Miláně, Itálie, narazili na Attila Csihara a ještě toho roku s ním nahrály živé album Mediolanum Capta Est. Posluchači velmi brzy zaznamenali, že sestava se stala více techničtější, odvážnější a hudebně pokrokovější.
V roce 2000 skupina vydává své druhé řadové CD Grand Declaration of War. Album bylo důrazně ovlivněno progressive a avant-garde metalem, bylo koncepčně založeno a obohaceno o témata války a postapokalyptické zkázy. Maniac byl velkou měrou znechucen z tradičního black metalu a ve většině písní zařazuje nevhodné slovní monology o jiných black metalových skupinách. Někteří kritici album pro jeho avantgardní a elektronické části vnímali jako honosné a Maniacovy vokály vnímali spíše horší než Deadovy a Attilovy, jiný vnímali album jako obnovu black metalu. Kritik Brian Russ z BNR Metal jde ještě dále a album nazývá takto: "vážně první soudržná práce, která vůbec kdy vzešla" a dále "doposud velmi slušný vrchol jejich kariéry." Ve zpětném obraze, elektronické části byly na tomto albu často těžce přemoženy jejich pomluvou kritiky, kteří se odvolávali výhradně k písni "A Bloodsword and a Colder Sun."
Po čtyřletém odmlčení, v roce 2004, Mayhem vydává své třetí řadové CD Chimera. Album představuje návrat k jejich počátečnímu, surovému a brutálnímu stylu, ale s podstatně lepší produkční hodnotou než v dřívějších letech. Chimera stylově udržuje progresivní prudkost, možná i zásluhou větší vkladem Blasphemera. v roce 2004 byl Maniac přinucen opustit kapelu a Attila Csihar opětovně nastupuje na jeho místo.
Čtvrté album skupiny s názvem Ordo ad Chao (z latiny „Order to Chaos“), bylo vydáno 16. dubna roku 2007 (17. dubna v USA a Kanadě) nahrávací společností Season of Mist Records. Singl „Anti“ je možné volně poslechnout na oficiálním Myspace skupiny. Je to osmá nahrávka jmenovaného alba. Ordo ad Chao obsahuje velmi hrubou hudbu od nedávného hudebního odpočinku skupiny. Bicí nejsou rovnoměrné a značně se mísí s těžkými tóny baskytary. Navzdory tomu, skupina pokračuje s neortodoxní skladbou písní, s písní "Illuminate Eliminate" na 9'44", se tak píseň zařazuje na druhou příčku v pořadí nejdelších písní v historii skupiny (po Grand Declaration of War – „Completion in Science of Agony (Part I)“).
Mayhem je také považována za jednu z nejkontroverznějších skupin v historii metalu.
| 1983–1985       | - Messiah – vokály - Euronymous – kytara, vokály - Necrobutcher – baskytara - Manheim – bicí                            |
| 1986–1987       | - Maniac – vokály - Euronymous – kytara - Necrobutcher – baskytara - Manheim – bicí                                     |
| 1987            | - Kittil – vokály - Euronymous – kytara - Necrobutcher – baskytara - Torben Grue – bicí                                 |
| 1988–1991       | - Dead – vokály - Euronymous – kytara - Necrobutcher – baskytara - Hellhammer – bicí                                    |
| 1992            | - Occultus – baskytara, vokály - Euronymous – kytara - Hellhammer – bicí                                                |
| 1993            | - Attila Csihar – vokály - Euronymous – kytara - Count Grishnackh – baskytara - Hellhammer – bicí                       |
| 1993            | - Attila Csihar – vokály - Euronymous – kytara - Blackthorn – kytara - Count Grishnackh – baskytara - Hellhammer – bicí |
| 1994            | rozdělení skupiny |
| 1995–1997       | - Maniac – vokály - Blasphemer – kytara - Necrobutcher – baskytara - Hellhammer – bicí                                  |
| 1997–1998       | - Maniac – vokály - Blasphemer – kytara - Nordgaren – kytara - Necrobutcher – baskytara - Hellhammer – bicí             |
| 1998–2004       | - Maniac – vokály - Blasphemer – kytara - Necrobutcher – baskytara - Hellhammer – bicí                                  |
| 2004–současnost | - Attila Csihar – vokály - Blasphemer – kytara - Necrobutcher – baskytara - Hellhammer – bicí                           |

## Diskografie

### Studiová alba
- Deathcrush [EP] – (1987)
- De Mysteriis Dom Sathanas – (1994)
- Wolf's Lair Abyss [EP] – (1997)
- Grand Declaration of War – (2000)
- Chimera – (2004)
- Ordo Ad Chao – (2007)
- Esoteric Warfare – (2014)
- Daemon – (2019)

### Koncertní alba
- Live in Leipzig [Live] – (1993)
- Mediolanum Capta Est [Live] – (1999)
- Live In Marseille 2000 [Live] – (2001)
- De Mysteriis Dom Sathanas Alive – (2016)
- Live in Jessheim – (2017)
- Live in Sarpsborg – (2019)
- Daemonic Rites [Live] – (2023)

### Kompilační alba
- Out From The Dark [Compilation] – (1996)
- Ancient Skin / Necrolust [Compilation] – (1997)
- European Legions [Compilation] – (2001)
- U.S. Legions [Compilation] – (2001)
- The Studio Experience [Box Set] – (2002)
- Legions of War [Compilation] – (2003)

### Split alba
- Necrolust / Total Warfare [Split CD] – (1999)
- Freezing Moon / Jihad [Split CD] – (2002)

### Dema a promo nahrávky
- Mayhem – (1983) – nikdy nevydáno
- Voice of a Tortured Skull [Demo] – (1986)
- Pure Fucking Armageddon [Demo] – (1986)

### Bootlegy
- Live Zeitz [Bootleg] – (1990)
- Dawn of the Black Hearts [Bootleg] – (1991)
  - Obsahuje nahrávky legendárního seskupení ve Sarpsborg z roku 1990 společně s Deadem, stejně jako první živé seskupení v Lillehammer v roce 1986. Na obalu je jedna z fotografií Deadovy sebevraždy pořízená Euronymousem.
- From The Darkest Past [Bootleg] – (1993)
  - Instrumentální nahrávky z éry De Mysteriis Dom Sathanas, obsahuje všechny písničky z tohoto alba (kromě From the Dark Past, podle které je paradoxně pojmenován) a několik dalších nahrávek.
- A Tribute To The Black Emperors [Bootleg – Split w/Morbid] – (1994)
  - Obsahuje Deadovo demo nahrávky December Moon z jeho předešlé skupiny Morbid z roku 1987. Také zde uvádí kompilaci písní Mayhem: "Necrolust" z Deathcrush, "Funeral Fog" z Live in Leipzig a "The Freezing Moon" a "Carnage" z Projections of a Stained Mind kompilaci pořízené na CBR z roku 1991. Písně z Projections of a Stained Mind kompilace jsou jediné dvě studiové nahrávky Mayhem, které nahrávali s Deadovým zpěvem.
- In Memorium [Bootleg] – (1996)
  - Obsahuje nahrávky z roku 1991 uvádějící „klasickou“ sestavu Euronymous, Dead, Necrobutcher a Hellhammer, instrumentální nahrávku z roku 1991 uvádějící Varga Vikernese na basu a nahrávku z roku 1991, krátce po Deadově sebevraždě, uvádějící hostování zpěváka a baskytaristy Stiana Occultuse.

## Videografie
- Live In Bischofswerda [VHS] – (1998)
- European Legions: Live In Marseille 2000 [VHS & DVD] – (2001)
- Mayhem – Cult of Aggression (Norsko/Švédský dokument od Stefan Rydehed) [VHS & DVD] 2002
- Vystoupení v Metal: A Headbanger's Journey (2005)
- Vystoupení v BBC One World series – Episode Name: 'Death Metal Murders' 2005
- Pure Fucking Mayhem (Britský dokument od Stefan Rydehed) 2007

## Ostatní
- Burzum – Hlavní člen kapely Count Grishnackh, který zavraždil Euronymouse. Ve skupině Mayhem hraje na basu na albu De Mysteriis Dom Sathanas.